# جون بيركنز كاشينج
جون بيركنز كاشينج (بالإنجليزية: John Perkins Cushing)‏ هو تاجر أمريكي، ولد في 22 أبريل 1787 في بوسطن في الولايات المتحدة، وتوفي في 1862 في بيلمونت (ماساتشوستس) في الولايات المتحدة.